# یوسف کلانتری
میرزا یوسف کلانتری (۱۳۶۸–۱۲۸۳) شاعر و فرهنگی آستارایی.
یوسف کلانتری فرزند میرزا صالح به سال ۱۲۸۳ خورشیدی در حیدرمحله آستارا به دنیا آمد. وی پس از طی دوران کودکی و تحصیلات در سال‌های ۱۳۱۸–۱۳۱۶ مدیریت دبیرستان حکیم نظامی را برعهده داشت. کلانتری سال ۱۳۱۶ ریاست اداره فرهنگ آستارا را عهده دارشد، که در آذرماه ۱۳۲۴ شمسی توسط عوامل فرقه دموکرات آذربایجان از ریاست خلع و بجای او میرزاحاجی نادری از طرف حکومت یکساله پیشه‌وری رئیس اداره فرهنگ آستارا گشت.
استاد کلانتری زمانیکه نیما یوشیج در آستارا بود با وی معاشرت و مأنوس و در مغازله خلوت و جلوت داشت. وی در سرودن اشعاری به زبان‌های ترکی و فارسی مسلط بود و در سرودن غزل ید طولایی داشت. نهال شعر گل پرپرنشدنی گوزل آستارامئز از آثار گرانمایه اوست، شعر ترکی «گوزل آستارامیز» او بارها از رادیو ایران پخش شده‌است. یوسف کلانتری عمری در انجمن ادبی صائب تهران قلم می‌زد و از شعرای مطرح آن انجمن بود. بسیاری از اشعار استاد در مجله باغ صائب به صورت مجموعه جلدی نشر و چاپ شده‌است.
وی در روز ۹ اردیبهشت ۱۳۶۸ درگذشت.
متاسفانه دیوان اشعار وی در دست فرزندانش بوده که تاکنون منتشر نشده است و به نظر می‌رسد که از بین رفته باشد.
غزلی ترکی (گوزل آستارامئز) که از یوسف کلانتری به جامانده است:
| نه گوزل منظره وار سنده جنان آستارامئز     |  | بهجتین کان صفا معدنی جان آستارامئز        |
| آی ویقاریله داغاتیکه وئران وادی عشقی      |  | ای گوزل لیگده جهان ایچره نشان آستارامئز   |
| سن باهارئن گوزی عشقین سوزی سن نازلی وطن   |  | آی سنوبر کیمی همّیشه جوان آستارامئز        |
| پوزا بیلمزسنی شیدّت له خزانلار بیلورم      |  | شان بهارون ئده بیلمزله خزان آستارامئز     |
| بتون ایرانه باش آذربایجان دی، سن اونون    |  | سئر قالار تک قولاقئندان آستارامئز         |
| گیلانئین سرسبدی طالشون اعلا گوزلی         |  | نئجه جور لهجه ایله سوزدانئشان آستارامئز   |
| سنه پا بوسیدی هر دم خزرین دالغالاری       |  | خزره دلغاسی شوکت له باخان آستارامئز       |
| وئرمونی کندی نه باخ جنّته بنظر دیوسن       |  | قوشلاری باغدا، بوداغدا اوخویان آستارامئز  |
| قلعه وون باغچاسرا وون باهار یستان ویریدون |  | داغلاری باغلارئنا کولگه سالان آستارامئز   |
| ونه بین حیرانا چاتماز سویسون منظره سی     |  | بونی هر بیر گوره نه اولدی عیان آستارامئز  |
| ای معاریفده مقّدم هامیجائو لکه لره         |  | فخره شایسته سن اینسان یارادان آستارامئز   |
| قئزلارا مکتب آچان دوره ده چوخ یرده هله    |  | اوغلان ایچون یوخیدی مکتب آچان آستارامئز   |
| رحمت اولسون او بیوگ کس لره کی هیمّتیله     |  | سنه ایراندا وریب نام و نشان آستارامئز     |
| گل اونوتما اولارئن سن بو آغئر خدمتینی     |  | دئمه سونلر سنه تا حق اونودان آستارامئز    |
| بیربه بیرباز اولارئن آدلارینی سینه نده    |  | اودی اینسان کی بیلر یاخشی یامان آستارامئز |
| آستارا اردبیله باخسا گوزل دیر بیلورم      |  | فیکری دوزخلقی اولان ذکری نهان آستارامئز   |
| سنی تاریخ ایکی بولدی پارالاندون وطنیم     |  | یاری ایراندا یارای یاندا قالان آستارامئز  |
| (صالحه) باخ دگیلن اولما خزان آستارامئز    |  | بهجتین کانی صفا معدنی جان آستارامئز       |

توضیح این‌که شعر «آستارامیز» در روایت‌‌های گوناگون نقل شده است و در کتاب «آستارا به روایت عکس و شعر» به کوشش داوود ملک‌زاده، روایت‌های مختلف آن توضیح داده شده است. این کتاب در سال 1402 توسط انتشارات بلم منتشر شد.